# Merchant Fleet Corporation
Die Merchant Fleet Corporation war eine US-amerikanische Schifffahrtsorganisation. Sie wurde 1927 gegründet und 1936 von der United States Maritime Commission abgelöst.

## Geschichte
1916 – während des Ersten Weltkriegs – wurde das United States Shipping Board (USSB) gegründet, um Handelsschiffe zu bauen und zu betreiben, die den Kriegszielen der Vereinigten Staaten dienen sollten. Innerhalb des USSB übernahm die 'Emergency Fleet Corporation' den Betrieb und Unterhalt der Flotte. Nach dem Krieg besaß das Shipping Board eine große Zahl von überzähligen Schiffen, mit denen zahlreiche Liniendienste gegründet wurden.
Im Jahr 1927 ging die Merchant Fleet Corporation aus der Emergency Fleet Corporation hervor und übernahm den Betrieb der verbleibenden staatlichen Handelsflotte. Auch sie war dem USSB unterstellt. 1929 veräußerte das USSB die Mehrzahl der ihm unterstellten Liniendienste mitsamt den Schiffen. Ein Großteil wurde von den Betreiberreedereien übernommen; andere wurden komplett eingestellt. Danach beaufsichtigte die Merchant Fleet Corporation die schwindende Restanzahl staatseigener Schiffe der Kriegshandelsflotte in den Händen privater Reedereien.
Am 10. August 1933 wurde das USSB zunächst zum United States Shipping Bureau innerhalb des Handelsministeriums der Vereinigten Staaten umgestaltet. Nachdem der Kongress der Vereinigten Staaten 1936 den Merchant Marine Act beschlossen hatte, wurde das USSB aufgelöst und durch die United States Maritime Commission ersetzt; diese übernahm auch den Betrieb der US-Handelsflotte von der Merchant Fleet Corporation.